# Caractères Asahi
 (novembre 2024).
Si vous disposez d'ouvrages ou d'articles de référence ou si vous connaissez des sites web de qualité traitant du thème abordé ici, merci de compléter l'article en donnant les références utiles à sa vérifiabilité et en les liant à la section « Notes et références ».
En pratique : Quelles sources sont attendues ? Comment ajouter mes sources ?
Les caractères Asahi (朝日文字, Asahi moji) sont des formes de kanjis spécifiques au journal Asahi Shinbun. Contrairement aux sinogrammes simplifiés, où les simplifications s'appliquent à tous les caractères, la règle générale des les publications japonaises est d'imprimer les jōyō kanji et les jinmeiyō kanji en forme shinjitai (forme simplifiée) et d'imprimer les hyōgaiji (表外字 ; caractères en dehors des deux précédentes listes) en utilisant leur forme kyūjitai (forme traditionnelle, non simplifiée). Par exemple, les jōyō kanji 齊, 齋, 劑, 濟 sont imprimé dans leur forme shinjitai 斉, 斎, 剤, 済, mais les hyōgaiji 臍, 纃, 薺 (comprenant aussi 齊, rendant la simplification possible) demeurent non simplifiés.
La politique du Asahi Shinbun est cependant de toujours simplifier les hyōgaiji dans ses publications, sur le modèle des simplifications shinjitai. Par exemple, dans les publications du journal Asahi Shinbun, 臍 (heso, « nombril ») serait imprimé 𦜝 (⿰月斉) et 齟齬 (sogo, "discorde") serait imprimé 𪗱𪘚 (⿰歯且⿰歯吾). Ces simplifications sont connues sous le nom de « caractères Asahi ». Cette politique aurait été adoptée parce qu'à l'époque des machines à écrire[Information douteuse], les kanji plus compliqués ne pouvaient pas être imprimés clairement. Ce journal est également actuellement la seule publication à utiliser cette pratique de simplification. Ces simplifications ne sont pas utilisées dans d’autres publications de la société Asahi Shinbun.
Certaines de ces simplifications Asahi ont été incluses dans les listes de caractères JIS X 0208 et au-dessus, et encore plus (bien que moins supportées) sont incluses dans Unicode. Certains caractères Asahi sont devenus de facto la forme usuelle en conséquence de leur inclusion dans les normes du JIS  (probablement parce que les formes simplifiées sont plus faciles à afficher en des tailles plus petites et avec des résolutions plus faibles), par exemple 鹸 dans 石鹸 (sekken, "savon"), la forme kyūjitai 鹼 n'étant pas incluse jusqu'à des versions ultérieures. Le caractère 葛 (kuzu, "arrowroot") est devenu une source de controverse puisque seule la forme simplifiée fut incluse dans les normes du JIS, la forme kyūjitai (utilisant 曷) n'ayant été ajoutée qu'à la suite de protestations de personnes vivant dans des zones ou ayant des noms utilisant ce caractère. La simplification des radicaux 辶 et 示 est aussi observée par d'autres sociétés journalistiques.